# Frank Götzke

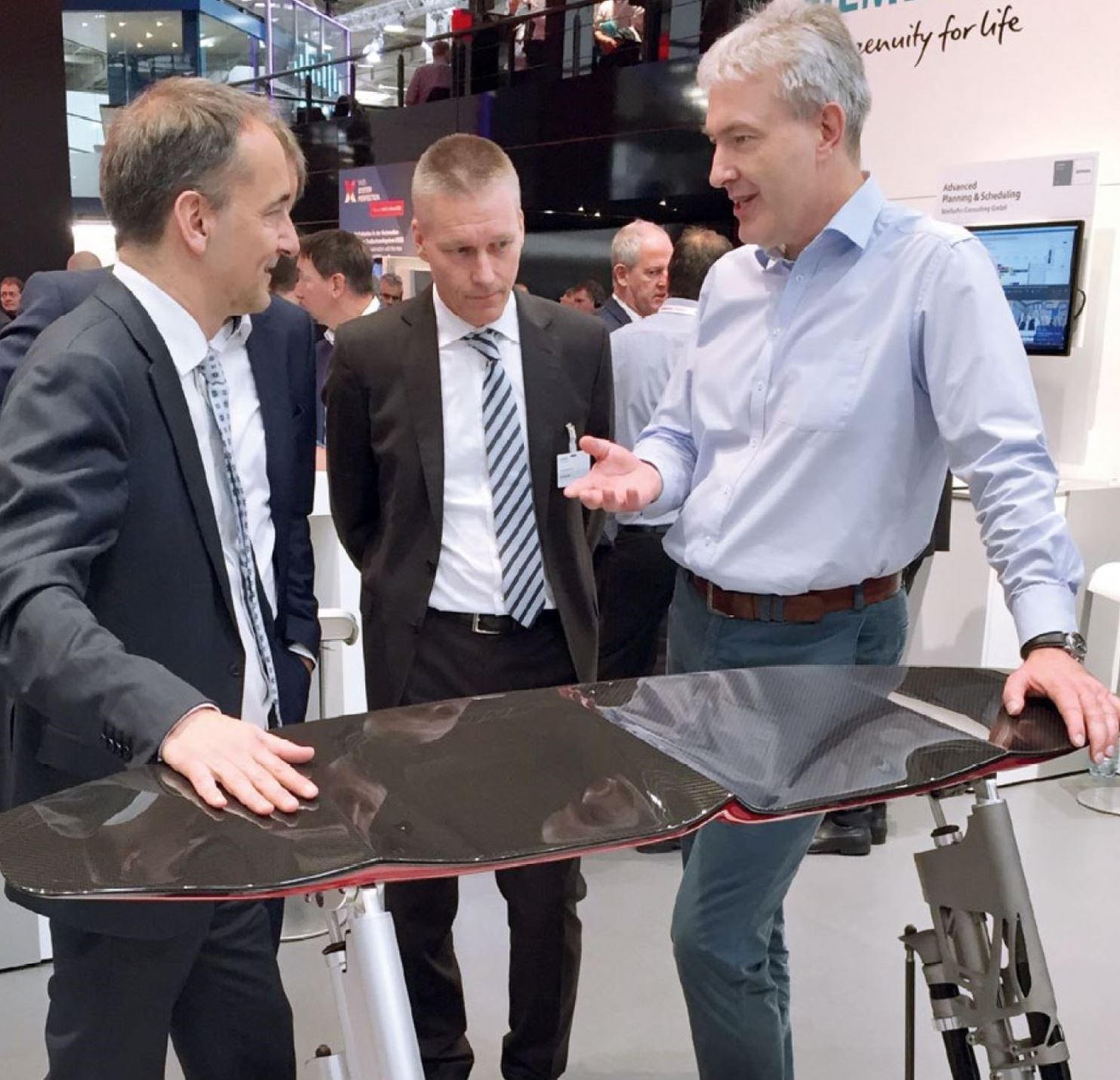
Siemens Aufsichtsratsvorsitzender Jim Hagemann Snabe, Siemens CEO Digital Factory Jan Mrosik und Frank Götzke (rechts) auf der Hannover Messe Industrie 2018

Frank Götzke (* 18. Juni 1969) ist ein deutscher Ingenieur und Technologiemanager. Er gilt als der Schöpfer der drei Bugatti-Automobile seit der Übernahme der Marke durch Volkswagen AG 1998 und war für die Grundkonzeption des Bugatti Veyron, Bugatti Chiron und Bugatti Bolide verantwortlich. Einer breiten Öffentlichkeit wurde Götzke unter anderem durch seine Aktivitäten im Bereich des metallischen 3D-Druckes bekannt. Zudem gilt er als einer der Pioniere im Bereich der im Harzinfiltrationsverfahren hergestellten Kohlenstofffaserverbund-Struktur- und Funktionsbauteile. Frank Götzke gehört seit 1995 dem Volkswagen-Konzern an und arbeitet dort seit der Gründung der Marke Bugatti im Juni 2001 bei eben dieser.

## Werdegang

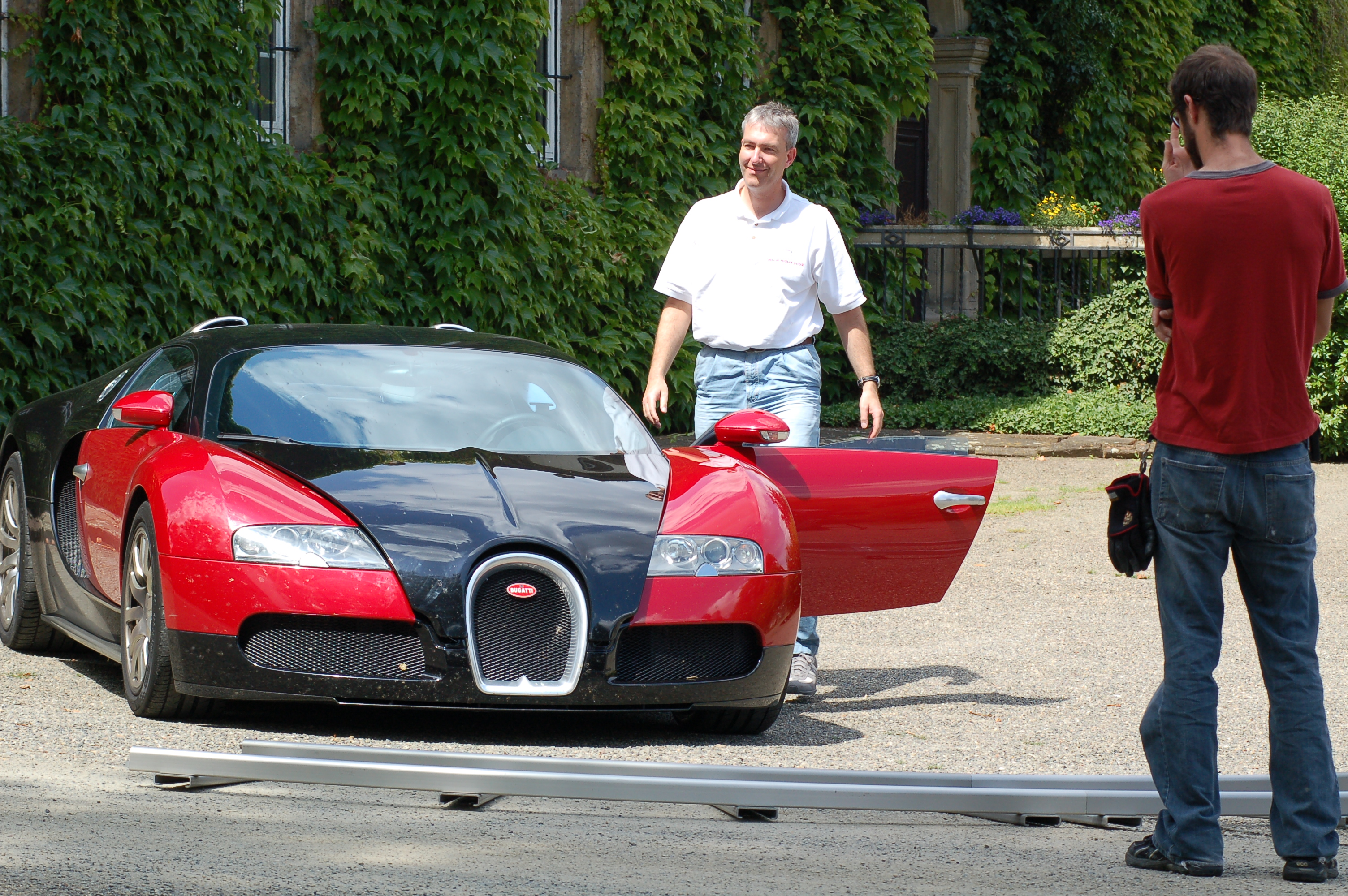
Frank Götzke bei Drehaufnahmen des National Geographic zum Bugatti Veyron im Jahr 2009

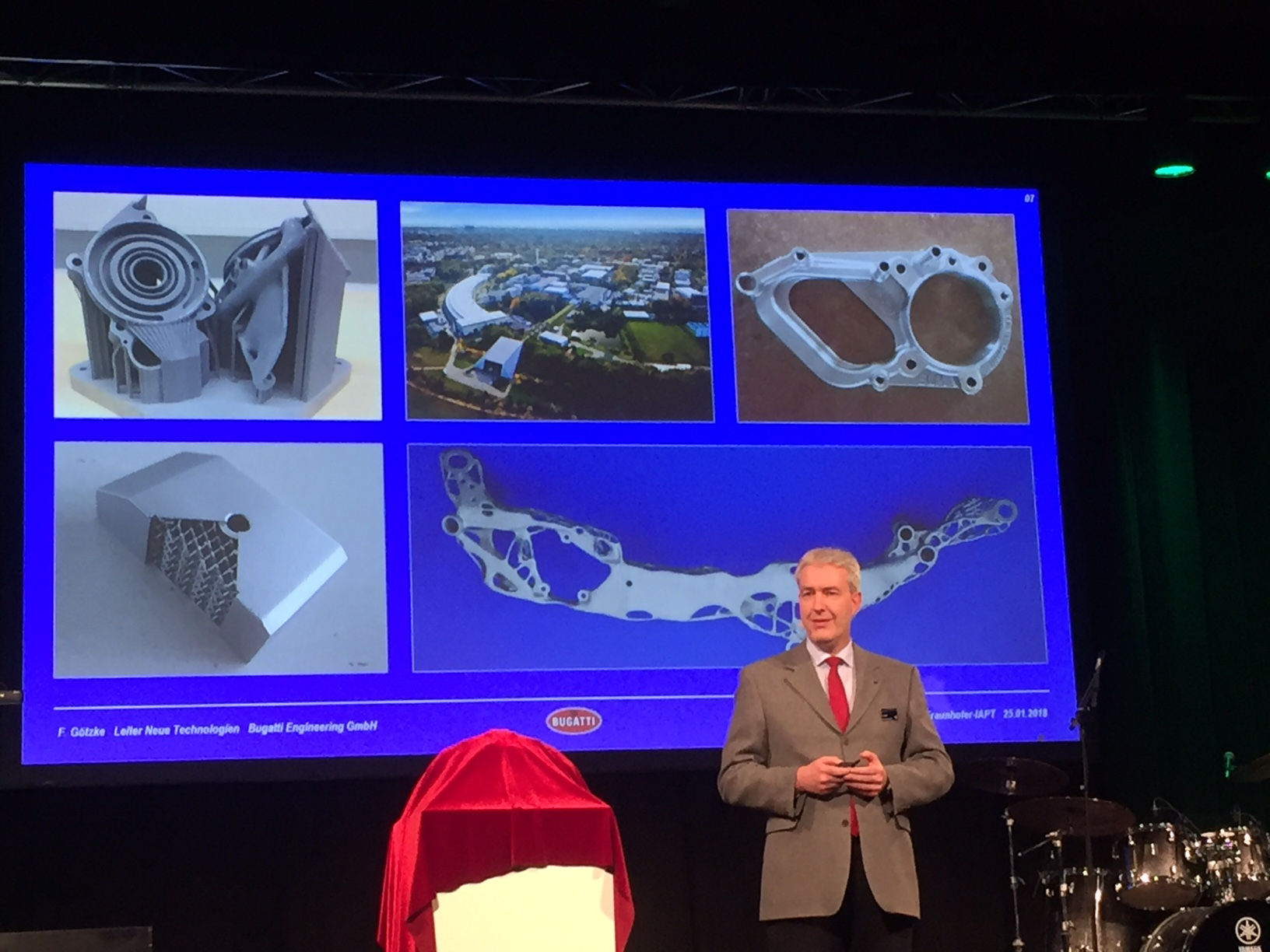
Frank Götzke als Haupt-Laudator bei der Welcome Fraunhofer-IAPT Veranstaltung in Hamburg im Januar 2018

Im Jahre 1989 legte er am Gymnasium Salzgitter-Bad sein Abitur ab und verbrachte anschließend seine Bundeswehrzeit auf dem Horchposten Stöberhai (Harz) der Streitkräfte. Danach begann er ein Studium des Maschinenbaus an der Technischen Universität Carolo Wilhemina zu Braunschweig. Hier vertiefte er in Werkzeugmaschinen und Fertigungstechnik und schloss sein Studium 1994 ab.
Sein Weg führte ihn anschließend in die Unternehmensberatung IAP GmbH, bei der er sich vornehmlich mit der Anlagen- und Organisationsplanung in den Bereichen des Schienenfahrzeugbaus, der Luftfahrt- sowie Baumaschinenindustrie beschäftigte. In diesem Rahmen verantwortete er zudem die Planung und den Aufbau der flexibel automatisierten Gießereianlage für das Lost-Foam-Verfahren im Werk Hannover der Volkswagen AG. 1995 wechselte er in die Technische Entwicklung des Volkswagen-Konzerns in Wolfsburg und bekleidete dort eine Reihe von Führungstätigkeiten. Aus dieser Zeit stammt auch sein Kontakt zum damaligen Konzernvorstandsvorsitzenden Ferdinand Piëch, der ihn im Juni 2001 zu einem der ersten vier Mitarbeiter der neu gegründeten Marke Bugatti berief. In den Anfangsjahren des zunächst noch sehr kleinen Unternehmens, das sich in dieser Zeit in die Bereiche der Aggregate- und der Fahrzeugentwicklung gliederte, verantwortete Götzke dort den Bereich der Fahrzeugentwicklung. In der zu einem späteren Zeitpunkt dann stärker untergliederten Technischen Entwicklung des Unternehmens führte er über den SOP des Veyrons hinaus bis zum September 2006 den Fachbereich Fahrwerkentwicklung. Von da an leitet er bis heute den Fachbereich der Sonderprojekte und neuen Technologien, was bei Bugatti die Tätigkeitsschwerpunkte Werkstoffe und Fertigungsverfahren, Berechnung und Simulation, Patent- und Innovationswesen sowie Komponenten- und Fahrzeugvorentwicklung umfassen.

## Arbeitsgebiete
Neben der Grundkonzeption aller neuzeitlichen Bugatti-Fahrzeuge (Veyron, Chiron und Bolide) arbeitete Götzke unter anderem an:
- Entwicklung und Serieneinsatz von im Tailored-Fiberplacement-Verfahren hergestellter Bauteile[5]
- CSiC Hochleistungs-Bremsscheiben für den automobilen Serieneinsatz
- Einsatz von nativer Spinnenseide in sowohl automotive als auch medizinischen Bereichen in Kooperation mit der MHH[5]
- Kohlenstoffbasierte Nano-Tubes in Kooperation mit dem Leibniz-Institut für theoretische Festkörperphysik[5]
- Leichtbau-Druckstab aus Kohlenstofffaserverbund[5]
- Titan-Bremssattel als weltweit größtes Titan-3D-Druck-Bauteil[11]
- Geschlossene Entwicklungs- und Fertigungs-Prozesskette für 3D-Druck-Bauteile[12][13]
- Größte hybride Funktionsbaugruppe bestehend aus 3D-gedrucktem Titan in Kombination mit Höchsttemperatur-Bismaleimiddharz-Verbundbauteilen[14][12]